# Nethimer

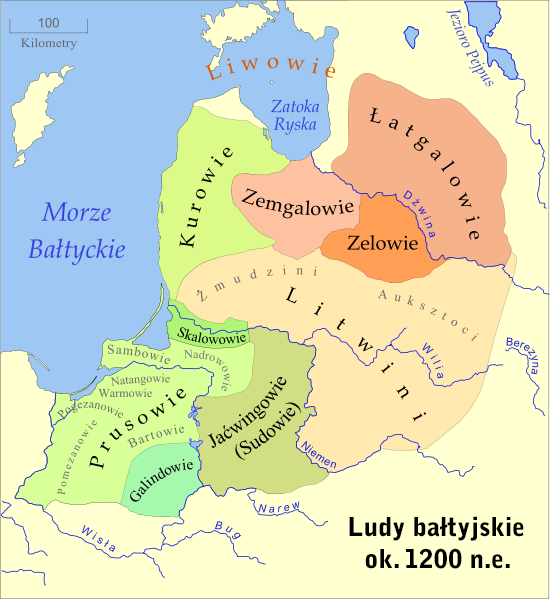
Bałtowie ok. 1200 n.e.

Nethimer – władca jednego z plemion bałtyckich z początku XI wieku, wymieniony w Hystoria de predicacione episcopi Brunonis.

## Przekaz
Nethimer wspomniany jest tylko w jednym przekazie – krótkiej relacji o misji i męczeńskiej śmierci Brunona z Kwerfurtu, znanej jako Hystoria de predicacione episcopi Brunonis (Historia misji biskupa Brunona). Według informacji zawartych w samym tekście jego autorem jest mnich Wipert, towarzyszący Brunonowi w misji do Prus, który był jedynym ocalałym uczestnikiem wyprawy. Wiarygodność przekazu Wiperta, a nawet sam fakt jego istnienia, były podawane w wątpliwość, jednak współcześnie wątpliwości te zostały złagodzone.
Zgodnie z relacją Wiperta Nethimer był królem (rex) w Prusach. Po udaniu się do tej krainy, Bruno wraz z kapelanami został pociągnięty przed jego oblicze, gdzie odprawił mszę i nauczał słowami ewangelii. Nethimer, po wysłuchaniu nauk, stwierdził, że miejscowi mają swoich bogów, którym ufają, i nie zamierzają ulegać słowom Brunona. Misjonarz nakazał przynieść wtedy bałwana, którego wrzucił do ognia. Wzburzony Nethimer kazał wrzucić w ogień samego Brunona. Stwierdził, że jeśli ogień spali misjonarza, to jego nauczanie jest zwodne, natomiast jeśli stanie się inaczej, to on i jego ludzie uwierzą. Bruno, ubrany w szaty biskupie, zasiadł na tronie w ogniu i siedział tam tak długo, aż kapelani zdążyli odśpiewać siedem psalmów. Król Nethimer, widząc cudowne zdarzenie, nawrócił się i przyjął chrzest pokutny wraz z trzystoma mężczyznami. Później jednak Bruno został zabity przez innego miejscowego władcę.

## Imię
Pochodzenie imienia Nethimer nie jest jasne – dopatrywano się w nim języka słowiańskiego, bałtyckiego (pruskiego lub litewskiego), a nawet hybrydy prusko-skandynawskiej. Na Pomorzu Zachodnim spotykane było imię Nedamer, Nedamir, wzmiankowane w żywocie Ottona z Bambergu, działającego na przełomie XI i XII wieku. Według tego żywota Nedamir był bogatym mieszkańcem Wolina, który został wcześniej ochrzczony w Saksonii i jako potajemny chrześcijanin pomagał Ottonowi.

## Pochodzenie
Nieznane jest też dokładne miejsce misji i śmierci Brunona, a co za tym idzie przynależność etniczna Nethimera. Relacja Wiperta nie zawiera żadnych nazw miejscowych poza ogólnym określeniem Prusy (Pruscia). Również sam Brunon w swoim Liście do króla Henryka II informował o zamiarze udania się z misją do Prus, jednak ówcześnie termin Prusowie był szeroki i obejmował różne ludy bałtyckie. W innych przekazach na temat Brunona padają określenia, takie jak pograniczne Prus i Rusi (Kronika Thietmara), król Rusów (Piotr Damiani, określenie Russorum może być jednak zniekształconym Prussorum), Prusy i pogranicze Rusi oraz Litwy (Roczniki Magdeburskie, Roczniki Kwedlinburskie). Nethimer mógł więc być władcą któregoś z plemion bałtyckich: Prusów, Jaćwingów lub Litwinów.